# 張り紙

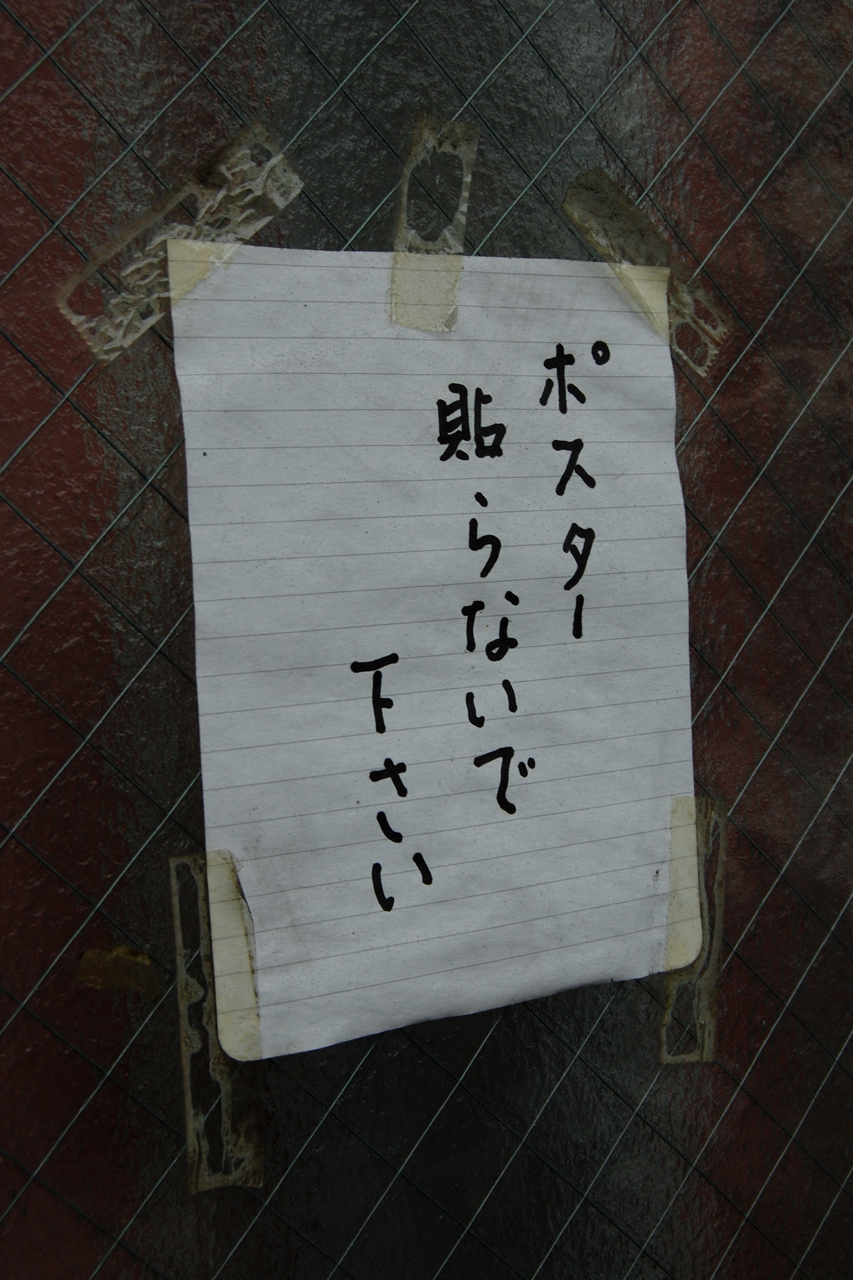
「ポスター貼らないで下さい」という張り紙

張り紙（はりがみ。貼り紙とも表記する）とは、援助・注意喚起・情報伝達などを目的として、人目につく場所に貼られる紙片の掲示物である。
張り紙のなかで、広報や広告を目的とした比較的大形のものはポスターと呼ばれる。

## 援助ツールとしての張り紙
張り紙は認知的人工物の一種であり、人が困難な状況に陥りやすい場面と、必要と思われる情報をあらかじめ想定し、どうしたらよいかという情報を提供することで問題を回避させるために用いられる、利用者とシステムや設備の運用者の間を介在するコミュニケーションツールのひとつである。
野島久雄と新垣紀子は、スチュアート・カードの人の認知過程における情報処理プロセスモデルをもとに、張り紙を使用者の4つの認知段階に応じて分析した。
知覚を補助する張り紙一見してわかりにくい機能や危険の存在を知らせるもの。ボタンに付けられる「ここを押してください」や「頭上注意」の警告など。
作業記憶を補助する張り紙外観では区別できない・できにくいものを識別するもの。ごみ箱に貼られる「燃えるごみ」「燃えないごみ」など。
知識（長期記憶）を補助する張り紙使用者の持つシステムへの知識を補う・修正するもの。スライドドアに貼られる矢印、オートロックへの注意書きなど。
行動レベルの操作に関わる張り紙機械のインタラクションを改善するもの。自動券売機やATMの「取り忘れに注意」、電子レンジの特定の機能だけをピックアップした張り紙など。
張り紙には社会の変化を伝える機能もある。社会に新しい要素が加わり、それが定着するまでの過渡期には、トラブルを回避する暫定措置として張り紙が多用される。例えば、鉄道の自動改札のシステムが変更した時期には、多くの張り紙が改札機に貼り付けられている。また、イベントなど多くの需要が見込まれる条件があれば、その事象に特化した情報を記した張り紙を貼って利便性を向上させる事もある。この種の張り紙によって他の人々の社会的な動向を知ることができる。

## 情報伝達のための張り紙
- 「忌中」「臨時休業」など、事由を説明するためのもの。
- 「整理整頓」「土足厳禁」など、公共空間でのマナーやモラルに訴えてトラブルを回避する目的のもの。

## 張り紙の問題点
張り紙の多くは低コストで簡単に作られており、貼られる場所によっては美観や印象を損ねる事や、不要になっても剥がされないなど、トラブルとなる場合がある。また、多くの張り紙は専門家ではない人によって制作されるため、書いてある内容が必ずしも明瞭とは言えない場合もある。